# Rob Rose
Robert Paul Rose, detto Rob (Rochester, 27 dicembre 1964), è un ex cestista statunitense naturalizzato australiano, professionista nella NBA, in Australia, Israele e Venezuela.